# Merodon alagoezicus
Merodon alagoezicus är en tvåvingeart som beskrevs av Paramonov 1925. Merodon alagoezicus ingår i släktet narcissblomflugor, och familjen blomflugor.
Artens utbredningsområde är Armenien. Inga underarter finns listade i Catalogue of Life.